# NGC 126

NGC 126

NGC 126 هي مجرة محدبة تقع في كوكبة الحوت (كوكبة) تم اكتشافها في 4 نوفمبر 1850 من قبل بيندون ستوني في نفس اليوم الذي اكتشف فيه NGC 127 و130 NGC.

## وصلات خارجية
- NGC 126 على موقع ويكي سكاي: DSS2, SDSS, GALEX, IRAS, Hydrogen α, X-Ray, Astrophoto, Sky Map, Articles and images